# 怪味
怪味（かいみ、ガイウェイ）とは四川料理の味付けのひとつ。この味のソースそのものを指す場合もある。怪味とは、中国語で｢複雑な味｣といった意味である。五味すべてを兼ね備える味といわれるものの、塩味はあるが塩辛くなく、砂糖は入るが甘くなく、酢が入るがすっぱくはない、という風な複雑な味わいが特徴であり特長とされる。五味のうちいずれが強い、ということもなく、すべてが混ざり合った味わいである。また、麻辣の香りも豊か。「四川料理の代表的な混合味付け法」、「複合調味の傑作」と評される。かつては四川料理の本場でのみ味わうことができたものだが、2007年発行の書籍『お食辞海』によれば、このころには北京や上海でも一般的に賞味できるようになっていたそうである。
この味はタレ、ソース（怪味ソース）を作ることにより実現し、和え物料理に使う。料理を作る際のメインとなる食材は内臓や肉が用いられることが多いが、落花生やそら豆が使われることもある。サブとしてキュウリ、中国セロリ、葱などを合わせる。メイン食材としては鶏と合わせるケースが最も多く、味の調和という点でも優れているとされる。料理名は「怪味」+「素材」という風につけられ、たとえば鶏と合わせれば「怪味鶏」となるし、カエルであれば「怪味田鶏」、豆であれば「怪味豆」となる。

## 日本における受容
日本においては遅くとも2000年代初頭から調味料メーカーなどによって怪味ソースを用いたレシピが紹介されていたが、2015年初頭に唐揚げ専門店が怪味ソースを提供したことから若者の間で人気となり、メディアによって「流行が予想される万能調味料」として取り上げられたことで関心を得た。怪味フレーバーのスナック菓子やインスタントラーメンなどの加工食品が販売されたり、ラーメン店でも怪味ソースを使った製品が販売されたりしている。

## 調理例
材料の例
ソースの材料は一例として以下のようなものが挙げられる。ただし、次に示す作り方のように、これら材料は必ずしもすべて使われるとは限らないし、これら以外のものが使われるケースもある。
- ゴマ（芝麻）
- サンショウ
- 落花生（花生）
- 豆板醤
- 砂糖
- 醤油
- 酢
- ごま油
- 酒粕漬のアヒルの卵
- 塩漬けの発酵大豆の汁

怪味ソース
炒った白ゴマをすりつぶし、ごま油と混ぜて芝麻醤をつくる。これに醤油、紅醤油、砂糖、酢、辣油、粒山椒（花椒）、うまみ調味料を混ぜる。
なお日本では、ショウガやニンニクといった香味野菜を加えるアレンジや、まろやかさを足すためにマヨネーズを加えるアレンジもある。
怪味鶏
内臓をとって水洗いした鶏をゆでる。火が通ったら取り出して水で冷ます。盛り付け用の皿には葱の白い部分を賽の目に切ったものを盛る。皮の付いた部位を適当な大きさに切り、葱にかぶせるように皮を上にして盛る。最後に怪味ソースをかける。